# Cratichneumon excors
Cratichneumon excors är en stekelart som beskrevs av Heinrich 1977. Cratichneumon excors ingår i släktet Cratichneumon och familjen brokparasitsteklar. Inga underarter finns listade i Catalogue of Life.